# 李円通
李 円通（り えんつう、生没年不詳）は、中国の北周から隋にかけての政治家・軍人。本貫は京兆郡涇陽県。

## 経歴
楊忠の軍士であった李景が、家僮の女性と私通して円通が生まれた。李景が認知しなかったので、円通の身分は低く、楊堅の家の下働きをして成長した。楊堅が幼かったとき、賓客があるたびに円通は台所を取り仕切ったが、円通の性格は厳格で、婢僕たちはみな敬いはばかっていた。ただ楊堅の乳母は円通を軽んじており、賓客に供されないものをつまみ食いしたり、持ち去ろうとしたりした。円通は怒って、乳母を数十回鞭打ち、声が邸内に響きわたった。賓客が去った後、楊堅が詳しい事情を知ると、円通を召しだし、ひとり円通の行為を褒めて、大任を委ねるようになった。楊堅が隋国公となると、円通は参軍事に抜擢された。
楊堅が北周の相となると、円通は懐昌男に封ぜられた。後に帥都督となり、爵位は新安子に進んだ。北周の諸王たちは楊堅をおそれて、楊堅の隙をうかがい、その不利となるように図った。円通が守ったことで、楊堅が窮地を免れたことが数度あった。楊堅はこのことに感謝して、円通を政事に参与させるようになった。円通は相国外兵曹に任ぜられ、左親信を兼ねた。まもなく上儀同の位を受けた。581年、隋が建国されると、円通は内史侍郎に任ぜられ、左衛長史を兼ね、爵位は伯に進んだ。左庶子・右庶子・給事黄門侍郎を経て、尚書左丞となり、刑部尚書をつとめて、文帝（楊堅）に深く信任された。後に尚書左丞のまま、左翊衛驃騎将軍を兼ねた。南朝陳に対する征戦において、円通は行軍総管として楊素の下で信州道を進軍し、功績により大将軍の位を受け、万安県侯に進んで、揚州総管長史に任ぜられた。まもなく并州総管長史に転じた。秦王楊俊は優柔不断であったので、并州府内の事の多くは円通が取り決めた。長安に呼び戻されて、司農卿・治粟内史となり、刑部尚書に転じた。数年後、また并州長史となった。秦王楊俊が奢侈を理由に罪をえたため、円通も連座して免官された。まもなく検校刑部尚書事として復帰した。仁寿年間、勲功により爵位は郡公に進んだ。
604年、煬帝が即位すると、兵部尚書に任ぜられた。煬帝が揚州に巡幸すると、円通は長安の留守をつとめた。宇文述の田を民に返還するよう裁決したため、宇文述に収賄の罪で告訴された。煬帝は怒って円通を召しだし、円通は洛陽で煬帝に会って、免官された。円通は憂苦のあまり発病して死去した。爵位は生前のまま、柱国の位を追贈された。
子の李孝常は、大業末年に華陰令となった。

## 伝記資料
- 『隋書』巻六十四 列伝第二十九
- 『北史』巻七十五 列伝第六十三